# Стріга
Стрі́га (рос. Стрига) — селище у складі Великоустюзького району Вологодської області, Росія. Входить до складу Юдинського сільського поселення.

## Населення
Населення — 374 особи (2010; 423 у 2002).
Національний склад (станом на 2002 рік):
- росіяни — 94 %